# Ptiloglossidia fallax
Ptiloglossidia fallax är en biart som beskrevs av Jesus Santiago Moure 1953. Ptiloglossidia fallax ingår i släktet Ptiloglossidia och familjen korttungebin. Inga underarter finns listade i Catalogue of Life.